# Andrea Hoops
Andrea Hoops (* 19. Oktober 1961 in Walsrode) ist eine deutsche Politikerin (Bündnis 90/Die Grünen). Seit dem 8. November 2022 ist sie Staatssekretärin im Niedersächsischen Kultusministerium. Zuvor war sie von 2013 bis 2017 Staatssekretärin im Niedersächsischen Ministerium für Wissenschaft und Kultur und von 1990 bis 1998 Mitglied des Niedersächsischen Landtages.
Hoops machte ihr Abitur am Gymnasium Walsrode und studierte danach an der Universität Hannover Erziehungswissenschaften (Schwerpunkt Erwachsenenbildung). Sie arbeitete als Dozentin, bis sie 1990 in den Landtag gewählt wurde. Sie war seit Mitte 1970 in Bürgerinitiativen engagiert, unter anderem in der Bürgerinitiative zur Auflösung des Truppenübungsplatzes Bergen/Verein für eine militärfreie Heide e.V. Im Jahr 1985 trat sie der Partei Die Grünen bei und wurde schließlich ab 21. Juni 1990 Mitglied des Niedersächsischen Landtages (12. Wahlperiode und 13. Wahlperiode). Für die Landtagsfraktion der Grünen bzw. Bündnis 90/Die Grünen war sie vom 22. Juni 1992 bis 20. Juni 1994 stellvertretende Vorsitzende. Von Februar 2013 bis November 2017 war sie Staatssekretärin im Niedersächsischen Ministerium für Wissenschaft und Kultur. Am 8. November 2022 wurde sie zur Staatssekretärin im Niedersächsischen Kultusministerium ernannt.
Sie ist seit 2016 Mitglied im Fachbeirat des Studienwerks der Heinrich-Böll-Stiftung, und sie gehört der Mitgliederversammlung der Heinrich-Böll-Stiftung an.
Andrea Hoops ist verheiratet und lebt in Hannover.